# Tuusniemi
Tuusniemi is een gemeente in de Finse provincie Oost-Finland en in de Finse regio Noord-Savo. De gemeente heeft een landoppervlakte van 543,18 km² en telt 2.394 inwoners (2022).